# Allmen e il diamante rosa
Allmen e il diamante rosa (Allmen und der rosa Diamant) è il secondo romanzo di Martin Suter che vede come protagonista Johann Friedrich von Allmen.
Pubblicato nel 2011 e tradotto in inglese, francese, italiano e russo, il romanzo è stato edito in Italia nel 2012 da Sellerio.

## Trama
Johann Friedrich von Allmen, dopo aver ritrovato le coppe di Émile Gallé, decide di aprire un'agenzia investigativa internazionale insieme al suo servitore Carlos. Viene ingaggiato per la scomparsa del diamante rosa, appena battuto all'asta ad una cifra esorbitante.
Il sospettato è un russo, Sulkov, presente alla festa dove è scomparso il diamante. Durante le ricerche Allmen viene continuamente preceduto da un gruppo di inglesi e di americani.
Grazie però a Carlos, Allmen rintraccia in un soggiorno di lusso sul mar Baltico Sulkov con cui stringe amicizia. Anche lì si presentano gli inglesi e gli americani e, poco dopo, Sulkov viene trovato morto. Questa volta però Allmen è riuscito ad anticiparli, appropriandosi del PC e di una chiave USB di Sulkov.
Le abilità di Carlos sono anche questa volta previdenziali: le ricerche sull'hard disk del PC fanno capire che il “diamante rosa” è in realtà un programma software per transizioni finanziarie ad alta velocità che consentono guadagni notevoli.
Gli americani e gli inglesi fanno di tutto per appropriarsi del programma. Anche questa volta, grazie a Carlos, Allmen riuscirà ad uscirne illeso e con un piccolo capitale.

## Edizioni in italiano
- Martin Suter, Allmen e il diamante rosa, traduzione di Emanuela Cervini, Sellerio, Palermo 2012

## Trasposizione televisiva
Il libro, con il titolo Allmen und das Geheimnis des rosa Diamanten, è stato trasposto nel secondo episodio della serie televisiva Allmen, iniziata nel 2016;  l'episodio ha avuto anche una trasmissione alla RAI.